# Cuthred
|  | Per a altres significats, vegeu «Cuthred de Kent». |

Cuthred, també escrit Cuþræd, va ser rei de Wessex del 740 al 756. Hi ha poca informació sobre el seu regnat i sobre la seva persona. Es creu que tenia algun grau de parentiu amb el seu predecessor, Æthelheard, possiblement germà seu.
En l'època que Cuthred va assumir el tron sembla que Wessex era un regne depenent de Mèrcia i que Æthelbald de Mèrcia el va reclamar perquè anés a donar-li suport en una batalla l'any 743 contra els gal·lesos.
Va ser un període de revoltes a Wessex: segons Henry de Huntingdon el 748 va morir un noble anomenat Cynric en una de les revoltes, i el 750 es va alçar un altre anomenat Æthelhun que finalment va ser sufocada.
El 752, Cuthred va comandar una rebel·lió contra el que fins al moment havia estat el seu senyor, Æthelbald de Mèrcia, al qual va derrotar en una batalla en un camp anomenat Edge, a Burford; des de llavors es va mantenir independent. El 753 va fer la guerra amb els còrnics.